# Eric Van Meir
Eric Van Meir (28 de febrer de 1968) és un exfutbolista belga. Va formar part de l'equip belga a la Copa del Món de 1994.